# Leszcze (zespół muzyczny)
Leszcze – polski zespół muzyczny, założony w 2000 roku przez Macieja Łyszkiewicza i Macieja Bednarka.

## Historia

### 2000–2001: początki iWolne Miasto Dancing
Zespół powstał w 2000 w Trójmieście, jako „muzyczny żart” Macieja Łyszkiewicza i Macieja Bednarka, występującego także jako „DJ Zurt de Lux”. W lutym kolejnego roku wydany został debiutancki album studyjny grupy pt. Wolne Miasto Dancing, na którym gościnnie zaśpiewało pięciu wokalistów, m.in. Maciej Miecznikowski, który został liderem zespołu i Robert Łodziński. Wydawnictwo promował singiel „Twe usta jak maliny”, który znalazł się w pierwszej dwudziestce najczęściej granych piosenek w polskich rozgłośniach w klasyfikacji Music & Media.

### 2002–2004:Ta dziewczynaiKombinuj dziewczyno

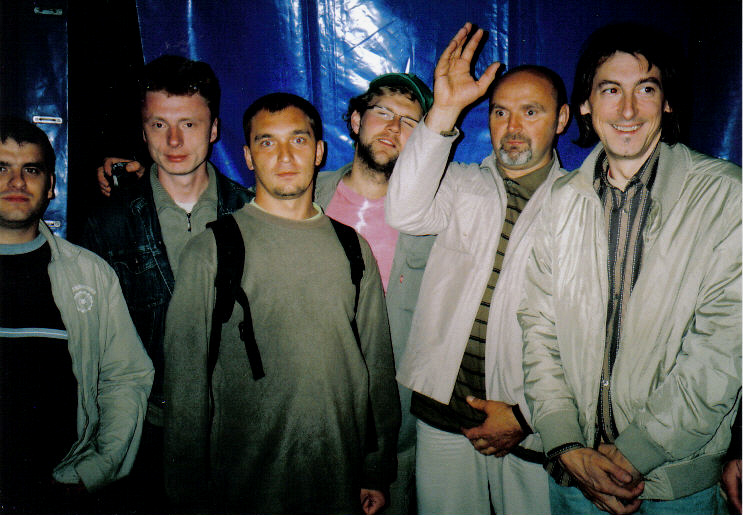
Leszcze w 2007

W czerwcu 2002 na rynku ukazała się druga płyta Leszczy, zatytułowana Ta dziewczyna. Tytułowy singiel promujący wydawnictwo otrzymał Nagrodę Dziennikarzy podczas 39. Krajowego Festiwalu Piosenki Polskiej w Opolu. Teledysk do piosenki został nagrany w kwietniu w podwarszawskiej willi, reżyserem klipu został Filip Kovcin. Rok później zespół wydał kolejny album pt. Kombinuj dziewczyno, promowany przez singiel pod tym samym tytułem. Utwór został wykonany podczas Koncertu Premier 40. Krajowego Festiwalu Piosenki Polskiej w Opolu. Czwarta płyta, Dziewczyna cud, miała swoją premierę w listopadzie 2004. Krążek promował singiel „Szary świat”, który został zaprezentowany po raz pierwszy podczas Gali Festiwalu Yach Film 2003. Wyreżyserowany przez Yacha Paszkiewicza teledysk do utworu powstał w Gdańsku.

### 2006–2012: jubileusz iKoniec z dziewczynami
W 2006 zespół obchodził swoje pięciolecie, z którego okazji w amfiteatrze nad mrągowskim jeziorem odbył się specjalny koncert jubileuszowy. Rok później grupa opublikowała nowy singiel „Cudowna noc”, który został nagrany w duecie z Małgorzatą Walewską. W 2008 Leszcze wystąpiły podczas 45. Krajowego Festiwalu Piosenki Polskiej, gdzie wystąpili z utworem „Tak się bawi nasza klasa”, za który zdobyli Nagrodę Publiczności. Po pięciu latach przerwy fonograficznej, zespół wydał swój piąty album studyjny pt. Koniec z dziewczynami. Płytę promował singiel „Weekend”, z którym grupa wzięła udział w krajowych eliminacjach do 55. Konkursu Piosenki Eurowizji, zdobywając 8.44% poparcie telewidzów, które zapewniło im ostatecznie piąte miejsce w końcowej klasyfikacji. Drugim singiel pochodzącym z krążka została piosenka „Kto Cię zna lepiej niż ja”. W 2012 Miecznikowski rozpoczął pracę nad solowym materiałem.

### Od 2014: zmiany wokalistów w zespole
W 2013 Miecznikowski odszedł z zespołu, a jego miejsce zajęła Katarzyna Pakosińska. Grupa zaczęła występować pod nazwą Kasia Pakosińska & Leszcze. Pierwszym singlem nagranym w nowym składzie została nowa wersja piosenki „Zabierz moje sukienki” z repertuaru Wandy Warskiej, a drugim – „Roześmiana”.
Na początku 2016 zespół ogłosił, że jego nowym wokalistą został Kacper Kuszewski. Pierwszym singlem w nowym składzie został utwór „Konfiture”, a drugim – „Laski Laski”.
W kwietniu 2018 zespół opuścił Kuszewski i do grupy ponownie powrócił Maciej Miecznikowski.

## Skład zespołu
| - Maciej Miecznikowski – śpiew (2000–2013, od 2018) - Jacek Sadowski – kontrabas, gitara basowa - Piotr Chrapkowski – instrumenty klawiszowe - Bartosz Staniszewski – gitara, menedżer - Mariusz Mielczarek – saksofon - Artur Siwek – perkusja - Lucjan Sierpowicz – trąbka | - Kacper Kuszewski – śpiew (2016–2018) - Katarzyna Pakosińska – śpiew (2014–2015) - Adam Wendt – saksofon - Jan Adamczewski – saksofon - Grzegorz Lewandowski – perkusja - Maciej Dombrowski – perkusja 1-szy skład (2000–2002) |

## Dyskografia

### Albumy studyjne
- Wolne miasto Dancing (2001)
- Ta dziewczyna (2002)
- Kombinuj dziewczyno (2003)
- Dziewczyna cud (2004)
- Koniec z dziewczynami (2010)